# India ai XXI Giochi olimpici invernali
L'India ha partecipato ai XXI Giochi olimpici invernali di Vancouver, che si sono svolti dal 12 al 28 febbraio 2010, con una delegazione di tre atleti.

## Sci alpino
| Gara    | Atleta          | 1° manche | 2° manche | Tempo totale | Posizione |
| ------- | --------------- | --------- | --------- | ------------ | --------- |
| Gigante | Jamyang Namgial | 1'46"77   | 1'48"15   | 3'34"92      | 81        |

## Sci di fondo
| Gara                   | Atleta       | Tempo d'arrivo | Posizione |
| ---------------------- | ------------ | -------------- | --------- |
| 15 km a tecnica libera | Tashi Lundup | 41'36"8        | 83        |

## Slittino
| Gara             | Atleta         | Manche 1 | Manche 2 | Manche 3 | Manche 4 | Totale   | Posizione |
| ---------------- | -------------- | -------- | -------- | -------- | -------- | -------- | --------- |
| Singolo maschile | Shiva Keshavan | 49"561   | 49"529   | 49"597   | 49"786   | 3'18"473 | 29        |